# 山頂醫院急診大樓 (巴士站)
山頂醫院急診大樓（葡萄牙語：Urgências do Hospital S. Januário）位於澳門半島大堂區內的一個中途站。澳巴6A、6B、H1、H2路線；新福利28C、H3路線途經該站。

## 歷史
- 前身是“山頂醫院”站。

- 2009年10月2、3、9、10日部分時段，因若憲馬路進行行人天橋安裝工程，“山頂醫院總站”一度暫停使用，期間H1路線維持停靠本站。[1]

- 2010年11月22日，為配合擴建工程，原站暫停使用，並於同一路段往急診部天橋下方之電單車泊車區設置臨時站供6、28C及H1路線停靠。[2]

- 2011年4月1日11:00起，為配合擴建工程進展，臨時站正式暫時使用，本站取消。6、28C和H1路線取消停靠本站。[3]

- 2013年12月1日，山頂醫院新急診大樓啟用，恢復使用並更為現名，6A、6B、28C、H1路線停靠本站。[4][5]

- 2015年1月31日，因應進行得勝斜巷隧道工程，6B、H1路線無法進入得勝斜巷、若憲馬路，其中H1路線以本站為臨時總站。[6]

- 2016年1月18日，為方便石排灣居民到山頂醫院就診，H3路線開設，新增停靠本站。[7]

- 2016年7月2日，因得勝斜巷隧道工程部分完成，本站恢復為中途站。

- 2016年9月30日，為回應北區長者的出行需要，尤其需經常往返醫院的人士，故開設H2路線，新增停靠本站。[8]

- 2021年4月17日至5月28日，因嘉思欄新馬路進行道路管道工程，H1路線無法駛入山頂醫院總站改為臨時終點站，只供落客。

- 2022年12月16日，“社區治療中心及社區門診專線”C05路線開設，新增停靠本站。[9]

## 路線資料
| 澳巴   | 6A  | ↺ 山頂醫院                   | 永寧廣場                | - 得勝斜路 - 東望洋新街（山頂醫院、公共衛生專科大樓） - 羅理基（南光大廈、治安警察局） - 約翰四世大馬路 - 新馬路 - 十六浦及水上街市 - 沙梨頭海邊街 - 提督馬路（紅街市） - 高士德（紅街市、賈伯樂） - 荷蘭園（荷蘭花園、栢蕙） - 美副將（鮑思高球場） - 黑沙環（電力公司、望信樓、望善樓、龍園） - 祐漢（勝意樓、中心街） |                                       |
| 澳巴   | 6B  | 媽閣 輕軌媽閣站 媽閣交通樞紐 | ↺ 山頂醫院 山頂醫院總站 | | 星期一至六服務 星期日及強制性假期停駛 |
| 新福利 | 28C | 回力                         | ↺ 騎士馬路              | - 得勝斜路及東望洋斜巷（塔石） - 盧廉若公園 - 高士德（培正） - 俾利喇街 - 美副將大馬路（觀音堂） - 螺絲山公園 - 馬交石斜坡（信譽名門、聖保祿、望廈） - 黑沙環（龍園） - 祐漢（勝意樓、中心街、駿菁） |                                       |
| 澳巴   | H1  | 山頂醫院 山頂醫院總站        | ↺ 水坑尾                | - 得勝斜路及東望洋斜巷（塔石） |                                       |
| 澳巴   | H1  | ↺ 水坑尾                     | 山頂醫院 山頂醫院總站   | |                                       |
| 澳巴   | H2  | ↺ 山頂醫院                   | 俾若翰街／快富樓        | - 黑沙環（電力公司、望信樓、望善樓、龍園） - 青洲大馬路（北區警司處、嘉應花園、聖若瑟中學、青洲水廠） | 平日提供服務 例假日及強制性假期停駛   |
| 新福利 | H3  | ↺ 山頂醫院                   | 蝴蝶谷大馬路            | - 羅理基（東方拱門、治安警察局） - 史伯泰（麗景灣酒店） - 氹仔市區（泉澧、中央公園） - 蓮花海濱大馬路（銀河、生態保護區） - 澳門協和醫院（ 輕軌協和醫院站） - 石排灣公屋群 |                                       |

## 未來發展
- 2024年4月17日，澳門電台時事節目《澳門講場》上，有聽眾反映行經山頂醫院的小巴未設輪椅斜板，希望可改用較大型的巴士行駛。出席的澳巴代表表示，本站因受到高度限制，已向交通事務局建議將其遷移至急診大樓行車通道出口處，以使用中巴行駛。同場出席的新福利代表表示認同澳巴的建議，亦會考慮引進其他車型以配合站點高度。[10]

## 外部連結
- 新福利官方網站 （繁體中文） （页面存档备份，存于）
- 澳巴官方網站 （繁體中文） （页面存档备份，存于）